# روری گلگر
رُری گَلِگِر (به انگلیسی: Rory Gallagher) (زادهٔ ۲ مارس ۱۹۴۸-درگذشتهٔ ۱۴ ژوئن ۱۹۹۵) موسیقی‌دان بلوز راک اهل ایرلند، ترانه‌سرا و نوازندهٔ چندین ساز مختلف بود.
گلگر در بالی‌شانون در کانتی دالیگال ایرلند به‌دنیا آمد و در شهر کورک پرورش یافت. او در سال‌های پایانی دههٔ ۱۹۶۰ میلادی گروه تِیست را بنیان گذاشت و در دهه‌های ۷۰ و ۸۰ به انتشار آلبوم‌های شخصی روی‌آورد. گلگر یک گیتاریست مستعد بود که به واسطهٔ جذبه‌ای که بر روی سِن داشت و تعهدی که به هنرش داشت شناخته شده‌بود. آثار او در تمام دنیا بیش از ۳۰ میلیون نسخه فروش داشته‌است.
گلگر در سال ۱۹۹۵ به‌خاطر تاثیرات منفی دارو و الکل(احتمالا هپاتیت سی) بر روی کبدش، عمل پیوند کبد را انجام داد و پس از مدتی به خاطر عوارض ناشی از آن درگذشت. او در زمان مرگ ۴۷ ساله بود و همسر و فرزندی نداشت. جسدش را در گورستان سینت لوئیز شهر کورک به خاک سپردند و به‌عنوان سنگ قبرش، ماکتی از جایزهٔ بهترین گیتاریست بین‌المللی که در سال ۱۹۷۲ دریافت کرده‌بود قرار دادند.